# GET MY LOVE!
「GET MY LOVE!」（ゲット・マイ・ラブ）は、MAXの5枚目のシングルである。1996年10月9日発売。

## 概要
- 1996年9月の「安室奈美恵 with SUPER MONKEY'S」としてのスタジアム公演後、「SUPER MONKEY'S」の活動を休止し、MAXとして独り立ちをしてからの初のシングル。
- 「GET MY LOVE!」はDOLLY POP「TAKE MY GUM」のカバー。
- 「BROKEN HEART」はNORMA SHEFFIELD「BROKEN HEART」のカバー。
- プロモーション用に作られたアナログ盤（非売品）にCD未発売のリミックス「GET MY LOVE! (MOVE "Dream House" Mix)」、「GET MY LOVE! (MOVE Mix)」、「GET MY LOVE! (MOVE "Hard House" Mix)」が収録されている。

## 収録曲
1. GET MY LOVE!
作詞：えびね遊子（現・海老根祐子） / 作曲・編曲：SYRUPS
2. BROKEN HEART
作詞：鈴木計見 / 作曲・編曲：GROOVE SURFERS
3. GET MY LOVE! (ORIGINAL KARAOKE)
4. BROKEN HEART (ORIGINAL KARAOKE)

## タイアップ
- GET MY LOVE!
  - カシオ計算機 光シールワープロ「プリンシェ」CMソング（本人出演）
  - 「'96インターTEC」イメージソング

## 発売日一覧
| 地域       | リリース日    | 規格 | レーベル                                                            |
| ---------- | ------------- | ---- | ------------------------------------------------------------------- |
| 日本       | 1996年10月9日 | CD   | avex trax                                                           |
| 台湾       | 2006年12月9日 | CD   | ソニー・ミュージックエンタテインメント (台湾)、ロックレコード(台湾) |
| フィリピン | 2016年6月12日 | CD   | ABS-CBN                                                             |

## 収録アルバム
GET MY LOVE
- MAXIMUM (#12)
- MAXIMUM COLLECTION (Disc-1 #3)
- PRECIOUS COLLECTION 1995-2002 (Disc-1 #5)
- MAXIMUM PERFECT BEST (Disc-1 #4)
- NEW EDITION 〜MAXIMUM HITS〜 (#8, Ryosuke Nakanishi aka studio-R MIX)
- NEW EDITION II 〜MAXIMUM HITS〜 (#9, 2019 Mix)

BROKEN HEART
- MAXIMUM (#5)